# Обрейко Обрейков
Обрейко Стефанов Обрейков е български стопански деец.

## Биография
Роден е на 7 юни 1891 г. в Пловдив. През 1912 г. завършва право, а през 1914 г. защитава докторат в Монпелие. Участва в Първата световна война като запасен подпоручик. Награден е с военен орден „За храброст“, IV степен. В 1919 г. завършва финанси и търговия в Париж. Поема управлението на основаната от баща му фирма „Ст. Обрейков“. От 1930 до 1943 г. е председател на Пловдивската търговско-индустриална камара. В периода 1933 – 1940 г. е пръв председател на Пловдивския мострен панаир. Съдейства за приемането на Пловдивския панаир за член на Съюза на международните панаири и за превръщането му в ежегоден международен панаир. Оказва важна роля за модернизирането на консервната и химическата индустрия в Пловдив и в страната. След 1944 г. е част от Дирекционния съвет на Пловдивския международен панаир. Отпусната му е лична държавна пенсия за големите му заслуги към панаирното дело в България. В панаирното градче в Пловдив е издигнат негов бюст паметник. Умира на 12 март 1969 г.
На 9 март 1943 г. приятелят на Обрейков, Димитър Пешев, му се обажда по телефона и го запознава с подготвяното изселване на евреите от България, като го моли за помощ. От своето положение в средите на индустриалците и с подкрепата на митрополит Кирил, синовете му Личо и Стефан Обрейкови и чиновниците на фирмата му организират събрание относно необходимите за предприемане мерки. Освен него и митрополита присъстват изявени интелектуалци от адвокатското съсловие, обществени и културни деятели. Сред тях са Ангел Станков, председател на адвокатския съвет в Пловдив, адвокатите Йордан Ковачев, Георги Кръстев, Георги Шивачев, Недко Каблешков, журналистът Лука Говедаров, д-р Теофил Груев, д-р Тодор Близнаков. Събранието приема възвание, което да бъде изпратено в София, за което са повикани и получават предупреждение от полицията. На 10 март те са предупредени, че около 1500 евреи са откарани в двора на Еврейското училище за транспортиране в лагерите на смъртта. Многобройни интелектуалци, съседи, приятели и съпричастни граждани се стичат към училището в защита на евреите, а митрополит Кирил прескача оградата и заявява, че „ако потеглят влаковете, той ще тръгне с тях“.